# Hasegawa Kyouko
Hasegawa Kyouko (長谷川 京子) là một nữ diễn viên Nhật Bản. Cô đã tham gia nhiều bộ phim truyền hình Nhật Bản trong đó đáng chú ý là vai Ino Mamako trong phim Dragon Zakura.

## Các phim đã đóng
- SCANDAL (2008)
- Karei naru Ichizoku
- Sanae Oishii puropōzu (2006)
- Fīmeiru (2005)
- Dragon Zakura (2005)
- M no Higeki (2005)
- Fuyu no Undōkai (2005)
- Three Extremes (Box) (2004)
- Wonderful Life (2004)
- Boku dake no Madonna (2003)
- Itsumo futari de (2003)
- Kanojotachi no Kurisumasu (2002)
- Kowloon de Aimashō (2002)
- Pretty Girls (2002)
- Sutaa no Koi (2001)
- Big Money! (2001)
- Kōmei Ga Tsuji